# Regina (Dino Crisis)
Regina  (レジーナ?, Rejīna) è un personaggio della serie di videogiochi Dino Crisis. Regina è presente nei primi due titoli della serie, come protagonista e personaggio giocante.
Nel primo Dino Crisis, Regina è un membro delle forze speciali denominate S.O.R.T. il cui compito è quello di penetrare in una struttura di ricerca insulare e recuperare un importante scienziato. Questo incarico la porterà al suo primo incontro con i grandi rettili del passato che, grazie allo scienziato in questione, sono riusciti ad arrivare nel presente. Torna anche in Dino Crisis 2, dove viene affiancata dal suo nuovo partner, Dylan Morton, e dalla squadra T.R.A.T. per investigare su eventi simili a quanto accaduto nel primo capitolo, allo scopo di fornire la propria esperienza in battaglia riguardo ai dinosauri.
Il personaggio è stato ideato e concepito dal padre del primo capitolo, Shinji Mikami, mentre lo sceneggiatore Noboru Sugimura ne ha proseguito la caratterizzazione e storia in Dino Crisis 2. Regina è stata un personaggio ben accolto dalla critica videoludica e dal fandom, a cominciare dalla sua apparenza estetica fino alle personali abilità esibite nel corso delle vicende, rientrando spesso tra i migliori protagonisti e personaggi femminili della storia dei videogiochi.

## Storia

### Background biografico
Il suo vero nome e il luogo di nascita sono sconosciuti; "Regina" è uno pseudonimo che adotta durante le operazioni segrete. Nel 2010, Regina ha 24 anni, questo colloca la sua data di nascita tra il 1985 e il 1986.
Alta 175 centimetri, Regina è una spia intelligente ed una esperta di armamenti, tende ad analizzare attentamente le situazioni che la coinvolgono e prende decisioni basandosi sul proprio buon giudizio, servendosi di calma, agilità e doti furtive per completare i propri incarichi. Ama personalizzare le proprie armi.

### InDino Crisis
In Dino Crisis, Regina è l'unico membro donna del "Secret Operation Raid Team" (S.O.R.T.), un gruppo di agenti segreti dello United States Army. Con la squadra si infiltra in una struttura di ricerca segreta, per lo studio della "Terza Energia", su un'isola denominata "Ibis Island": lo scopo è recuperare il dottor Kirk, capo della ricerca, ed arrestarlo allo scopo di prevenire la riuscita degli esperimenti.  All'arrivo presso la struttura, il S.O.R.T. scopre che il luogo è infestato dai dinosauri. Nonostante le difficoltà con le temibili creature e i sistemi di sicurezza della struttura, Regina e i membri superstiti della squadra completano la loro missione e fuggono dall'isola.

### InDino Crisis 2
In Dino Crisis 2, ambientato un anno dopo, nel 2010, Regina viene richiamata in servizio dopo che la "Terza Energia" ha causato il trasferimento di un'intera regione in un altro tempo, lasciando al suo posto una giungla. Regina, il suo partner Dylan Morton e un grande contingente di soldati del "Tactical Reconnoitering and Acquisition Team" (T.R.A.T.) vengono inviati per salvare eventuali sopravvissuti e recuperare qualsiasi dato riguardo alla "Terza Energia". La missione si complica da subito: la maggior parte del contingente T.R.A.T. viene massacrata nel loro campo base. Regina e i soldati rimasti tentano di completare l'incarico, ma arrivano troppo tardi per salvare i superstiti del luogo. Riuscendo a recuperare i dati, Regina usa un ponte di Einstein-Rosen per fuggire, lasciandosi Dylan alle spalle con la promessa che sarebbe tornata e salvarlo il prima possibile.

### Altre apparizioni
Oltre a Dino Crisis e Dino Crisis 2, Regina è apparsa nell'action RPG Namco × Capcom, mentre la sua iconica tuta da combattimento è disponibile anche come costume selezionabile in Resident Evil 3: Nemesis e in Dead Rising 3 come contenuto scaricabile.

## Accoglienza del personaggio
Il personaggio è stato ben accolto dai critici di settore, giornalisti, blogger ed appassionati. Spesso Regina è stata confrontata con personaggi del calibro di Jill Valentine dei Resident Evil di Capcom e Lara Croft di Tomb Raider. Nel 1999, la rivista britannica Arcade ha messo in risalto Regina nella serie di articoli "Virtual Fox", osservando che "stranamente, per essere un personaggio femminile venuto dopo Lara Croft, Regina non è così formosa" e presenta invece le stesse caratteristiche fisiche di Jill, dichiarando che: «Una cosa è certa – Capcom ha creato un'altra iconica protagonista femminile». Lo stesso anno, PlayStation Official Magazine degli Stati Uniti d'America ha commentato: «Nonostante i suoi migliori "sforzi", Regina non può detronizzare la rivale Jill Valentine dall'essere la numero uno».
Recensendo Dino Crisis nel 2000 – nella versione per Microsoft Windows, IGN ha trovato un punto di forza del gioco proprio nel personaggio di Regina, nel suo aspetto fisico e nella sua apparenza fortemente militaresca, nonostante comunque ricada in un certo stereotipo e il doppiaggio non le abbia reso giustizia. Il The New York Times ha scritto un articolo dedicato dove ha definito Regina "un personaggio relativamente normale", ammettendo: «Non è un clone di Lara Croft o altri personaggi pesantemente armati che popolano i videogiochi: in Regina prevale un senso di normalità, [lei] è competente e preparata ma comunque vulnerabile. Anche le sue dimensioni "fisiche" sono relativamente normali, mentre i vestiti che può indossare, vergognosamente, non lo sono».
Nel 2001, la rivista brasiliana SuperGamePower ha scelto Regina come una delle dodici "muse" dei videogiochi, insieme a Jill Valentine, Claire Redfield, Lara Croft, Nina Williams e Rinoa Heartilly. In una analisi retrospettiva, il sito Xbox Live Arcade Fans ha descritto l'iconica tuta di Regina come "quella di un'attraente biker al femminile", ammettendo: «Personaggi come Chris Redfield, Jill Valentine e Albert Wesker sono molto amati a distanza di anni, ma al momento della pubblicazione di Resident Evil non erano niente speciale, Regina è tutt'altro che generica. Nel mondo dei videogiochi odierno, fatto di protagonisti grintosi, Regina è una boccata d'aria fresca».
GamesRadar+ ha dichiarato che l'uniforme da combattimento di Regina "è molto improbabile", in quanto: «Appare leggera e sottile, troppo inefficace e vulnerabile agli attacchi dei dinosauri»; altri pareri dello stesso sito hanno invece preso Regina come esempio lamapante che, guardati in tempi più recenti, molti personaggi femminili considerati attraenti e ben realizzati, non risultano invece "invecchiati" esteticamente bene.
Nel 2010 Game Informer ha inserito Regina nella sua lista dei "20 scontri Namco × Capcom che ci piacerebbe vedere", ponendola contro Gon di Tekken. WhatCulture ha descritto Regina come "incredibile" e l'ha definita il motivo numero 1 per riportare in vita la serie Dino Crisis: «[Regina è] immediatamente riconoscibile senza essere eccessivamente sessualizzata».